# Sousa Aguiar
Francisco Marcelino de Sousa Aguiar (Salvador, 2 de junho de 1855 — Rio de Janeiro, 10 de novembro de 1935) foi um engenheiro e político brasileiro.
Foi prefeito do então Distrito Federal entre 1906 e 1909, nomeado pelo presidente Afonso Pena.
Filho do major do exército e ex-presidente da província do Maranhão Francisco Primo de Sousa Aguiar e de Johanna Maria Freund, austríaca, nasceu na capital da Bahia, e ficou órfão de pai aos treze anos de idade. Em 1869 ingressou na Escola Militar, como cadete. Tornou-se alferes-aluno em 1874, concluiu o curso de engenharia em 1876.
Foi prefeito de 16 de novembro de 1906 a 23 de julho de 1909. Reformou-se no posto de marechal em 1911.
Sousa Aguiar assumiu, em 1877, o cargo de instrutor-geral da Escola de Tiro de Campo Grande, no qual permaneceu até ser transferido para o Rio Grande do Sul em 1879, onde demarcou as fronteiras brasileiras com o Uruguai, no período de 1880 a 1888. Assumiu o cargo de secretário do ministro da Guerra em 1892, até integrar, no mesmo ano, a comissão que representou o Brasil em Chicago. Antes de partir, a pedido do então vice-presidente Floriano Peixoto, em poucos dias projetou o Hospital Central do Exército. Em 1893, assumiu o cargo de diretor-geral dos Telégrafos. Em 1896, tornou-se comandante da Escola Militar do Rio Grande do Sul e, em 1897, comandante do Corpo de Bombeiros, na capital da República, quando projetou o quartel central, cuja construção foi iniciada no ano seguinte. Foi promovido a general-de-brigada em 1904.
No ano seguinte, foi presidente da Comissão da Exposição do Brasil em Saint Louis; enquanto se encontrava nos EUA, incumbido pelo ministro do Interior, projetou o edifício da Biblioteca Nacional. A pedido do ministro da Fazenda, estudou a fabricação de cédulas para implantação dos serviços da Casa da Moeda e, por solicitação do ministro da Guerra, estudou o sistema estadunidense de fabrico da pólvora sem fumaça. Na Exposição, obteve o Grande Prêmio de Arquitetura com o projeto do Palácio Monroe.

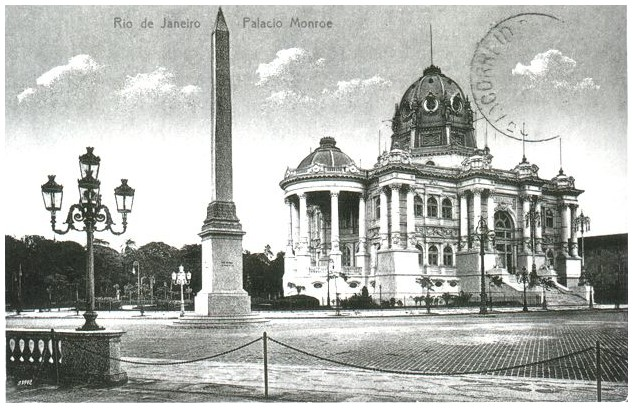
Palácio Monroe.

No retorno ao Brasil, foi encarregado da construção do edifício da Biblioteca Nacional e do Palácio Monroe.

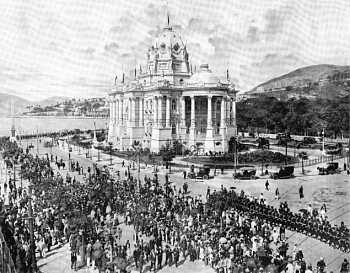
Palácio Monroe (procissão fúnebre de Joaquim Nabuco em 1910).

Sousa Aguiar morreu em sua residência, na Rua Paissandu, nº 222, na cidade do Rio de Janeiro, às 13 horas do dia 10 de novembro de 1935. Deixou viúva Maria Gabriela de Sousa Aguiar e os filhos: Gabriel de Sousa Aguiar, engenheiro-chefe da Diretoria de Engenharia da prefeitura do Rio de Janeiro; Miguel Angelo de Sousa Aguiar, engenheiro da Companhia Mecânica e Importadora de São Paulo; Luís de Sousa Aguiar, médico; capitão Rafael de Sousa Aguiar; Geny, casada com Domecq de Barros; América, casada com Eugenio Lefki; e a religiosa Maria Angelina do Colégio Sion de Petrópolis. No enterro, a família dispensou as honras militares a que o marechal tinha direito, mas aceitou a oferta do prefeito Pedro Ernesto de a prefeitura arcar com as despesas do enterro, no Cemitério São João Batista, a qual decretou luto oficial de três dias.

## Alguns projetos
- Palácio Monroe[6][9]
- Biblioteca Nacional
- Pavilhão Mourisco
- Quartel Central do Corpo de Bombeiros[3]
- Palácio da Prefeitura
- Escolas Menezes Vieira, Macaúbas, Barth, Afonso Pena e Deodoro
- Posto Central de Assistência da Praça da República, atual Hospital Sousa Aguiar
- Hospital Central do Exército
- Casas para operários na Avenida Salvador de Sá e no Becco do Rio
- Mercado Municipal
- Mercado das Flores
- Edifício da Superintendência da Limpeza Urbana
- Oficinas da Superintendência da Limpeza Urbana